# Jef Rens
Joseph (Jef) Laurent Rens (Boom, 1 augustus 1905 - Elsene, 26 september 1985) was een Belgisch syndicalist, internationaal ambtenaar en zowel nationaal als internationaal een invloedrijk man betreffende de organisatie van de arbeid en de ontwikkeling van de arbeidsvoorwaarden en de arbeidswetten.

## Levensloop
Hij was de zoon van een Nederlander en werkte van 1920 tot 1930 als dokwerker, metaalarbeider en diamantbewerker.
In 1927 schreef hij zich in aan de ULB en werd actief bij de socialistische studenten, waarvan hij de internationale organisatie voorzat. In 1929 en 1930 promoveerde hij tot licentiaat in de economische wetenschappen en licentiaat in de sociale wetenschappen. In 1930 was hij verslaggever over de economische toestand van de diamantsector, op het Wetenschappelijk Nederlands-Vlaams Congres. In 1931-1932 kon hij, dankzij een beurs van de Alexander von Humboldt Stiftung studeren aan de Goethe Universität in Frankfurt am Main, waar hij de cursussen van Hendrik de Man volgde.
In 1932 werd hij bij het Nationaal Instituut voor de Radio-omroep (NIR) redacteur bij de nieuwsdienst. Hij was tevens actief bij de socialistische vakbond. Hij trouwde met de uit Algerije afkomstige onderwijzeres Marguerite-Laure Pellabeuf (1910-1982), met wie hij vier kinderen kreeg.
In 1935	promoveerde hij aan de ULB tot doctor in de sociale wetenschappen met een thesis die als onderwerp had De sociale funderingen van het nationaal-socialisme. Hij gaf les in sociale psychologie aan de École supérieure ouvrière in Brussel (1935-1937).
In 1937	werd hij adjunct-kabinetschef van eerste minister Paul-Émile Janson. In 1938 werd hij verkozen tot adjunct-secretaris-generaal van het Belgisch Vakverbond (BVV) en werd kabinetschef van eerste minister Paul-Henri Spaak alsook secretaris van de regeringsraad.
In januari 1941	meldde hij zich in Londen aan bij de Belgische regering. Hij werd onmiddellijk benoemd tot adviseur van de regering en kreeg de opdracht om een verslag te maken over te organiseren voorbereidingen over wat na de oorlog in België moest gebeuren. Zijn concept werd door de regering goedgekeurd en hij werd tot secretaris-generaal en verslaggever benoemd van de in februari 1942 opgerichte Commissie voor de studie van de naoorlogse problemen, die werd voorgezeten door oud-eerste-minister Paul van Zeeland en waarvan lid waren: Louis de Brouckère, Raoul Richard, Gustave Joassart en Julius Hoste. De commissie werkte met verschillende subcommissies, gewijd aan internationale politiek, culturele problemen, economie, sociale zaken en wederopbouw. Zij produceerden meer dan 220 rapporten met talrijke voorstellen. Hun werk leverde de basis voor heel wat besluitwetten die van kracht zouden worden na de Bevrijding van het land. Daaronder bevonden zich de besluitwetten die betrekking hadden op de stabilisatie van de munt, de epuratie en de repressie, de bevoorrading en rantsoenering, de prijzencontrole, de vergoedingen voor oorlogsschade enz. Jef Rens was de spil en gangmaker van dit aanzienlijke werk dat tegen einde 1943 grotendeels was volbracht.
Rens reisde in 1942 naar de Verenigde Staten als vertegenwoordiger van de Belgische arbeidersorganisaties op de Internationale Arbeidsconferentie in New York.
In 1944 vertegenwoordigde hij opnieuw de Belgische arbeidersorganisaties op de Internationale Arbeidsconferentie in Philadelphia en werd er tot adjunct-directeur benoemd bij de Internationale Arbeidsorganisatie (IAO), die zetelde in Montreal. Hij kwam niet naar België terug na de Bevrijding, maar bleef in Montreal en verhuisde in 1948 mee met het IAO dat zich opnieuw op haar vooroorlogse zetel in Genève vestigde. Hij werd in 1951 tot adjunct-directeur-generaal van de IAO benoemd.
In 1963 werd hij benoemd tot doctor honoris causa van de Universiteit San Andrés in La Paz (Bolivië), als erkenning voor zijn steun aan de indianen van de Andes.
In 1965	verliet hij het IAO en werd in België voorzitter van de Nationale Raad voor de Wetenschapspolitiek (1965-1968). In 1966 werd hij ook voorzitter van de Nationale Arbeidsraad (1966-1980) en in 1968 werd hij voorzitter van de Raad voor Ontwikkelingssamenwerking (1968-1978).
In 1972 werd hij benoemd tot voorzitter van de Raad voor het wetenschappelijk personeel van de Katholieke Universiteit Leuven en tot voorzitter van het Nationaal Centrum voor Ontwikkelingssamenwerking in Brussel. Nadat hij in 1980 met pensioen was gegaan, was hij nog actief in ontwikkelingsprogramma's voor Latijns-Amerika.
De zoons volgden in zijn voetstappen: Ivo werd hoogleraar aan de Universiteit van Genève, Alain werd Belgisch ambassadeur en Jean Guy bekleedde een leidende functie in een Canadese multinational.
Zijn archieven worden bewaard in het CegeSoma.

## Publicaties
- Les fondements sociaux du nazisme, 1935.
- (samen met Joseph Bondas) La grève de juin 1936: nouveau départ, 1936.
- Fascisme et corporatisme, 1937.
- Belgium's post-war plans, in: Oxford Mail, 6 oktober 1943.
- Les relations industrielles dans l'état moderne, 1946.
- Life and work in a coal mine, Genève, 1955.
- The Andean Program, 1961.
- The International Labour Organisation; lecture delivered to the I.L.O. Internship Course, 11 June 1965, 1965.
- Rencontres avec le siècle: une vie au service de la justice sociale, 1984.
- Le Programme andin : contribution de l'OIT à un projet-pilote de coopération technique multilatérale, 1987.